# Pombo-de-bolle
Pombo-de-bolle (nome científico: Columba bollii) é uma espécie de ave pertencente à família Columbidae, endêmica das ilhas Canárias. Seu nome é uma homenagem ao ornitólogo alemão Carl Bolle. Habita a floresta laurissilva dessas ilhas.